# 4. додела Златног глобуса
Четврта додела Златних глобуса, у част најбољих остварења у стварању филмова из 1946. године, одржана је 26. фебруара 1947. у хотелу Холивуд Рузвелт у Лос Анђелесу, Калифорнија.

## Добитници
| Категорија                                         | Филм                        | Режисер           | Добитник/-ица  | Референце |
| -------------------------------------------------- | --------------------------- | ----------------- | -------------- | --------- |
| Најбољи филм                                       | Најбоље године наших живота | Вилијам Вајлер    |                | [ 1 ]     |
| Најбољи глумац у главној улози                     | Годишњак                    | Кларенс Браун     | Грегори Пек    | [ 2 ]     |
| Најбоља глумица у главној улози                    | Сестра Кени                 | Дадли Николс      | Розалинд Расел | [ 3 ]     |
| Најбољи глумац у споредној улози                   | Оштрица бријача             | Едмунд Голдинг    | Клифтон Веб    | [ 4 ]     |
| Најбоља глумица у споредној улози                  | Оштрица бријача             | Едмунд Голдинг    | Ен Бакстер     | [ 5 ]     |
| Најбољи режисер                                    | Диван живот                 | Френк Капра       | Френк Капра    | [ 6 ]     |
| Најбољи филм који промовише међународно разумевање | Последња шанса              | Леополд Линдтберг |                | [ 7 ]     |
| Награда за посебна достигнућа                      | Најбоље године наших живота | Харолд Расел      |                | [ 8 ]     |

- Грегори Пек, победник за најбољег глумца у главној улози.
- Розалинд Расел, победница за најбољу глумицу у главној улози.
- Клифтон Веб, победник за најбољег глумца у споредној улози.
- Ен Бакстер, победница за најбољу глумицу у споредној улози.
- Вилијам Вајлер, победник за најбољег режисера.
- Леополд Линтберг, победник за најбољи филм који промовише међународно разумевање
- Херолд Расел, добитник награде за посебна достигнућа